# MXD4
MXD4‏ (MAX dimerization protein 4) هوَ بروتين يُشَفر بواسطة جين MXD4 في الإنسان.